# Аргентинская либертарная федерация
Аргентинская либертарная федерация (исп. Federación Libertaria Argentina, FLA) — анархистская федерация в Аргентине, член Интернационала Федераций Анархистов (IAF-IFA). Основана в октябре 1935 как Аргентинская анархо-коммунистическая федерация (Federación Anarco-Comunista Argentina). Нынешнее название приняла в 1955.

## Организация
В своей работе ФЛА руководствуется Декларацией принципов и Организационной хартией, одобренной группами федерации. В настоящее время группы и члены ФЛА представлены в Буэнос-Айресе, Росарио, Сан Педро и провинции Пампа. По своей структуре ФЛА является федеративной организацией и её работа координируются местными советами и Национальным советом.

## Деятельность
ФЛА занимается преимущественно пропагандистской и культурно-просветительской работой, сконцентрированной главным образом в столице, где федерация имеет собственный центр, Дом либертариев (Casa de los Libertarios). Здесь проводятся регулярные встречи, конференции, круглые столы, книжные презентации, просмотры художественных фильмов, памятные мероприятия, художественные выставки и музыкальные концерты, работает книжный магазин и Библиотека-архив либертарных исследований (Biblioteca Archivo de Estudios Libertarios, BAEL). Похожую работу осуществляет Социально-историческая библиотека и архив имени Альберто Джеральдо в Росарио, которая также является членом ФЛА.

## Издательство
В 1946 ФЛА было основано издательство Реконструир (La Editorial Reconstruir), которое за десятилетия работы, кроме одноименного двухмесячного журнала, издававшегося до 1976, выпустила десятки книг и брошюр. Хотя и с меньшей активностью, чем прежде, издательство и сегодня продолжает выпускать и распространять печатную продукцию.

## Печатные органы
Начиная с сентября 1933 г. и до марта 1971 г. ФЛА издавала журнал Acción Libertaria (всего вышло 210 номеров). После длительного перерыва, начиная с 1985, в качестве органа федерации выходит газета Эль Либертарио (El Libertario).